# Philippe Janssens (voetballer)
Philippe Janssens (17 maart 1988) is een Belgische voetballer. Hij tekende midden mei 2014 een contract dat hem voor twee seizoenen verbindt aan Eendracht Aalst.

## Statistieken
| Seizoen         | Club            | Competitie      | Competitie | Competitie | Play-offs | Play-offs | Beker | Beker | Totaal | Totaal |
| Seizoen         | Club            | Competitie      | Wed.       | Dlp.       | Wed.      | Dlp.      | Wed.  | Dlp.  | Wed.   | Dlp.   |
| --------------- | --------------- | --------------- | ---------- | ---------- | --------- | --------- | ----- | ----- | ------ | ------ |
| 2009-2010       | Lommel United   | Tweede klasse   | 8          | 0          | 0         | 0         | 0     | 0     | 8      | 0      |
| 2010-2011       | SK Sint-Niklaas | Derde klasse A  | 31         | 3          | 6         | 0         | ?     | ?     | 37     | 3      |
| 2011-2012       | FCV Dender EH   | Tweede klasse   | 33         | 0          | ?         | ?         | ?     | ?     | 33     | 0      |
| 2012-2013       | KVC Westerlo    | Tweede klasse   | 27         | 2          | 4         | 0         | 1     | 0     | 32     | 2      |
| 2013-2014       | KVC Westerlo    | Tweede klasse   | 8          | 0          | 0         | 0         | 0     | 0     | 8      | 0      |
| Carrière totaal | Carrière totaal | Carrière totaal | 107        | 5          | 10        | 0         | 1     | 0     | 118    | 5      |

1 Bolat ·
2 Ortakaya ·
3 Haidara ·
4 Fixelles ·
5 Bos ·
7 Sayyadmanesh ·
9 Frigan ·
10 Devine ·
11 Gümüşkaya ·
13 Sakamoto ·
15 Sydorchuk ·
17 Smekens ·
18 Yow ·
19 Slimani ·
20 Gillekens ·
22 Reynolds ·
23 Seigers ·
25 Rommens ·
30 Van Langendonck ·
32 Jordanov ·
33 Neustädter ·
34 Haspolat ·
36 Youlley ·
39 Van den Keybus ·
40 Bayram ·
44 Vušković ·
46 Piedfort ·
47 Mebude ·
49 Placias ·
60 De Boeck ·
77 Alcócer ·
99 Jungdal ·
Coach: Simons